# 海牙密使事件

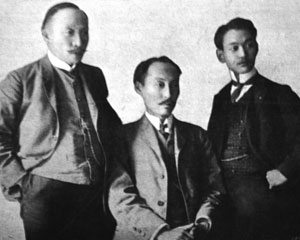
高宗密派的海牙特使，左起依次为李儁、李相卨、李瑋鍾。

海牙密使事件（：／）1907年，萬國和平會議在荷蘭海牙召開，大韓帝國皇帝高宗秘密派遣前議政府參贊李相卨(xiè)、前平理院檢事李儁(jùn)與前駐俄公使館書記李瑋鍾持其委任狀及親筆信赴海牙，向和平會議控訴日本侵略韓國罪行，同時表達獨立願望，並呼籲國際社會聲援韓國。
但由於與會的列強已經承認了日本對韓國的保護權。和平會議在向高宗確認這些代表真實身份之前，拒絕這些韓國代表出席會議。同時，和平會議向高宗詢問的電報又落入了日本統監伊藤博文之手，伊藤博文以無派使之事復電海牙。
李儁在海牙和会期间殉国。日本這時又調兵遣將。揚言要向韓國宣戰，逼迫高宗讓位，由其子李坧繼位，是為純宗。